# Ian Duncan (pilote)
Pour les articles homonymes, voir Duncan et Ian Duncan.
Ian Duncan, né le 23 juin 1961, est un pilote de rallye kényan. 
Il a gagné le championnat national cinq fois, en 1987, 1988, 1989, 1991 et 2000, et a remporté le rallye Safari WRC en 1994, épreuve à laquelle il a participé 15 fois de 1983 à 1999.
Ian Munro (1984 - 1990) et David Williamson (1991 - 1999) furent ses principaux copilotes en WRC.

## Autres titres
- Champion du Kenya de motocross (125 cm3), en 1979 et 1980;
- Champion du Kenya d'Autocross, en 2008.

## Autres victoires notables
- Rallye Nakuru: 1987 (car 1re victoire en championnat national);
- Rallye Guru Nanak: à onze reprises jusqu'en 2007 (Kenya);
- Rhino Charge off-road race: 1998, 2006 and 2007 (Kenya);
- Safari "Classic" Rally: 2009 (Kenya, sur Ford Mustang, copilote Amaar Slatch); 
  - Vice-champion du Kenya: [des rallyes, d'enduro, et de motocross], le tout en 2003.

## Meilleurs résultats en WRC (pour 15 participations et 80 points)
- Rallye du Kenya:

| # | Course                     | Année | Copilote         | Voiture                 |
| - | -------------------------- | ----- | ---------------- | ----------------------- |
| 1 | 42e Trustbank Safari Rally | 1994  | David Williamson | Toyota Celica Turbo 4WD |

- - 3e du Safari rallye kényan en 1993, 1996 et 1997 ;
  - 8e du rallye de Grèce en 1990 (et vainqueur du Groupe N ; copilote Yvonne Mehta, femme de Shekhar Mehta).